# Araks (Etchmiadzin)
Pour l’article homonyme, voir Araks (Armavir).
Araks ou Araqs (en arménien Արաքս ; jusqu'en 1946 Sharifabad ou Nerkin Gharkhun) est une communauté rurale du marz d'Armavir, en Arménie. Elle compte 1 827 habitants en 2009.